# Garden of Eden/For Every Boy
Garden of Eden/For Every Boy è un singolo di Colin Hicks e i Ribelli, pubblicato in Italia nel 1960; è il terzo disco inciso dai Ribelli.

## Tracce
Lato A
1. Garden of Eden

Lato B
1. For Every Boy (Solowey, Wolf)